# James S. Denton

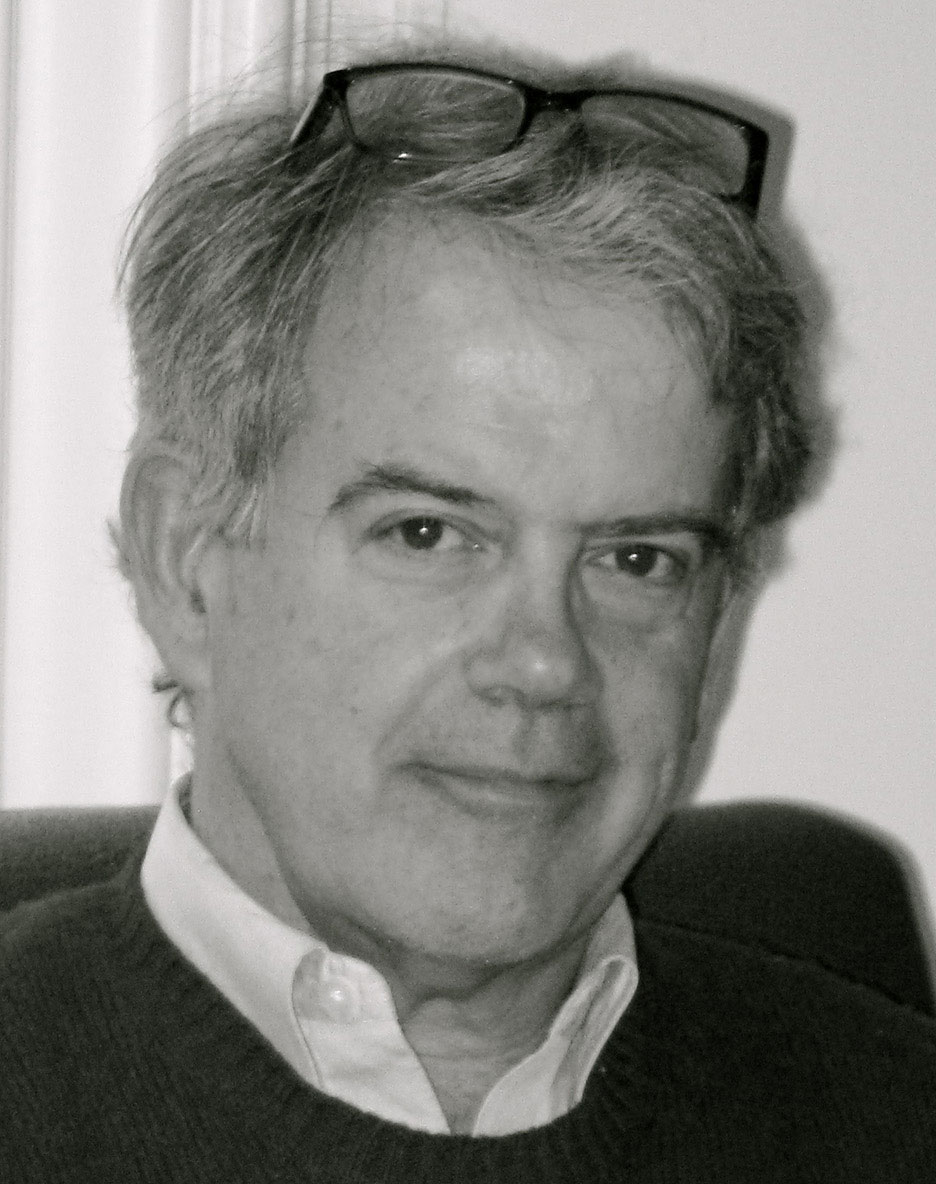
James S. Denton

James S. Denton – amerykański wydawca i redaktor naczelny periodyków World Affairs oraz Demokratizatsiya, prezes World Affairs Institute w Waszyngtonie. Wcześniej był dyrektorem wykonawczym wydawnictwa Heldref Publications, stworzonego przez Jeane Kirkpatrick i jej męża, Evrona Kirkpatricka.
W latach 1997–2001 Denton był wiceprezesem organizacji pozarządowej Freedom House, a od 1984 do 1997 prezesem National Forum Foundation. Obie organizacje połączyły się przy jego udziale w czerwcu 1997.
Jest współtwórcą programów promujących demokrację w ponad 30 państwach, głównie postsowieckich. Wspierał opozycję solidarnościową organizując pomoc ze Stanów Zjednoczonych, głównie w Krakowie.
Doradzał m.in. Lechowi Wałęsie, Viktorowi Orbanowi i Zoranowi Djindjiciowi oraz OBWE, ABC News, The Corporation for Public Broadcasting, The Folger Shakespeare Library, The National Democratic Institute.
Jest autorem licznych książek, raportów i artykułów poświęconych zagadnieniu praw człowieka, rozwoju demokracji i terroryzmu. Jest autorem książki Grinning with the Gipper wydanej przez Atlantic Monthly Press, opisującej użycie humoru w polityce Ronalda Reagana. Pracował też jako autor przemówień dla senatora Roberta Dole’a podczas kampanii prezydenckiej.